# Saepe enim causa moriendi est timide mori

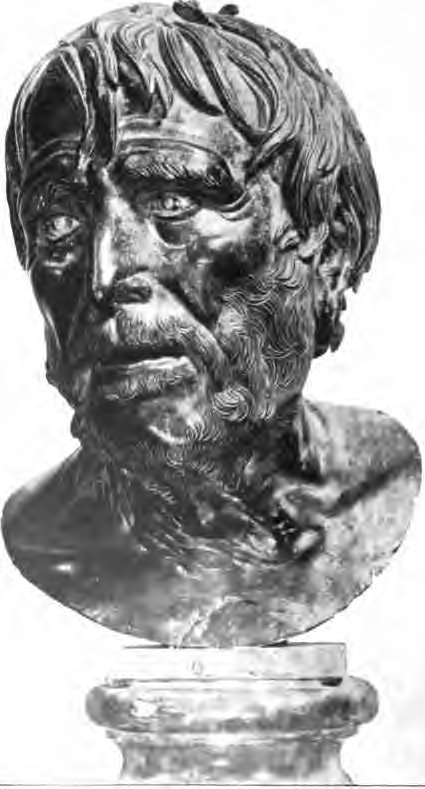
Seneca

Saepe enim causa moriendi est timide mori è una locuzione in lingua latina contenuta nel De tranquillitate animi (XI, 4), uno dei dieci Dialoghi - il settimo, dedicato a Sereno - scritti dal filosofo romano Lucio Anneo Seneca ed estrapolata dalla frase 
- "Gladiatores, ut ait Cicero, inuisos habemus, si omni modo uitam impetrare cupiunt; fauemus, si contemptum eius prae se ferunt. Idem euenire nobis scias: saepe enim causa moriendi est timide mori. "

che può essere tradotta in italiano con
- "Come dice Cicerone, disprezziamo i gladiatori quando implorano la grazia della vita; li applaudiamo quando ne ostentano il disprezzo. Sappi che anche a noi accade la stessa cosa; spesso, infatti, è causa di morte la paura di morire".